# Tính nết của động vật
Tính nết của động vật (Personality in animal) hay tính tính khí của loài vật đã được nghiên cứu trên nhiều lĩnh vực khoa học khác nhau bao gồm khoa học nông nghiệp, hành vi động vật, nhân chủng học, tâm lý học động vật, thú y và động vật học, định nghĩa cho tính cách động vật có thể thay đổi tùy theo bối cảnh và phạm vi nghiên cứu. Tuy nhiên, có sự đồng thuận gần đây trong tài liệu cho một định nghĩa có phạm vi rộng mô tả tính cách của động vật là sự khác biệt cá thể trong hành vi phù hợp với thời gian và bối cảnh sinh thái. Ở đây, tính nhất quán đề cập đến độ lặp lại của sự khác biệt về hành vi giữa các cá thể và không phải là một đặc điểm thể hiện chính nó trong cùng một môi trường khác nhau.
Đặc điểm tính cách của động vật có thể đo lường được và được mô tả trong hơn 100 loài. Tính cách ở động vật cũng được gọi là tính nết của động vật, kiểu thích ứng/phản ứng và tính khí. Ngoài ra còn có các chuẩn mực tính cách thông qua các loài, thường được tìm thấy giữa các giới tính. Sự đa dạng của tính cách động vật có thể được so sánh trong các nghiên cứu đa loài, chứng tỏ tính phổ biến của nó trong quá trình tiến hóa của động vật. Nghiên cứu về sự biến đổi tính cách của động vật đã phát triển từ giữa những năm 1990. Các nghiên cứu gần đây đã tập trung vào nguyên nhân gần của nó và ý nghĩa sinh thái và tiến hóa của tính nết của động vật.

## Lịch sử nghiên cứu
Khuôn khổ ban đầu được sử dụng để nghiên cứu tính cách động vật là tâm lý học so sánh. Ngôn ngữ mô tả được sử dụng bởi các nhà tâm lý học so sánh vào cuối thế kỷ XIX thường quy cho khuynh hướng hành vi và khuynh hướng hành vi đối với từng loài động vật trong nghiên cứu của họ. Nhiều báo cáo trong số này là kết quả của các nhà nghiên cứu nhân hóa các đối tượng động vật và không kiểm tra rõ ràng những gì hiện được coi là tính cách của động vật. Tuy nhiên, những nghiên cứu này đại diện cho một số trường hợp đầu tiên của các nhà khoa học báo cáo sự khác biệt cá thể trong hành vi động vật. Điều này càng được khẳng định thêm khi các nhà khoa học phát hiện ra rằng, rất nhiều loài động vật cũng biết thể hiện tình cảm, tính cách và có hành động như con người.
Nhà sinh lý học người Nga là Ivan Pavlov, là một trong những nhà nghiên cứu đầu tiên tích hợp tính cách vào nghiên cứu hành vi động vật của ông. Trong các nghiên cứu tinh dịch về phản xạ có điều kiện, ông đã phân loại hành vi của những con chó là: Đáng yêu, Sống động, Im lặng hoặc Bị ức chế. Ông liên kết những tính cách này với khả năng học tập. Loại E (Excitable), ví dụ, có dấu hiệu của điều hòa kích thích mạnh, nhưng khả năng hạn chế để có được các kết nối ức chế. Kiểu Lively là kiểu học kết hợp nhanh và cân bằng nhất, trong khi kiểu Im lặng thể hiện sự học tập nhất quán nhưng chậm.
Nghiên cứu đầu tiên kiểm tra tính cách động vật theo kinh nghiệm là vào năm 1938, Meredith Crawford đã định lượng sự khác biệt cá thể trong hành vi của tinh tinh non bằng cách sử dụng thang đánh giá hành vi. Crawford đã tiến hành nghiên cứu của mình trong Phòng thí nghiệm sinh học linh trưởng của Yale. Kể từ đó, các nhà tâm lý học đã tiếp tục điều tra tính cách ở động vật trên một loạt các loài. Trong khi đó, việc kết hợp tính cách của động vật vào các lĩnh vực sinh thái và tiến hóa là một thực tiễn tương đối mới. Nhà sinh thái học bắt đầu nhận ra tầm quan trọng của sự khác biệt cá nhân trong hành vi gần cuối thế kỷ XX. Một số loài khỉ không đuôi, vượn, voi, chim ác là và một số loài cá voi có khả năng nhận thức được bản thân khi soi gương. Thậm chí, chúng còn biết nhìn vào hình ảnh phản chiếu để chạm vào các bộ phận trên cơ thể.
Lloyd và cộng sự tin rằng có thể đánh giá những hành vi quan sát được "để chứng minh cho những khác biệt cá nhân" ở động vật. Thậm chí có thể con người cũng có giới hạn, dựa trên cách chúng ta xử lý thông tin và tự so sánh nhưng thuyết nhân dạng – cách mà con người dùng để miêu tả hành vi động vật – còn dễ xử lý hơn so với các số liệu thống kê định lượng hành vi động vật. Lloyd tin rằng di truyền có vai trò nổi bật đối với tính cách của động vật" nhưng sự đóng góp của nó so với ảnh hưởng môi trường cà các yếu tố hàng ngày vẫn chưa được xác định. Thông thường, tuy không phải lúc nào cũng xảy ra, kích cỡ não tương ứng với kích cỡ cơ thể. Dường như não nhỏ hơn giảm thiểu khả năng hình thành những tính cách như thế. 

## Thí nghiệm

### Trên ngựa

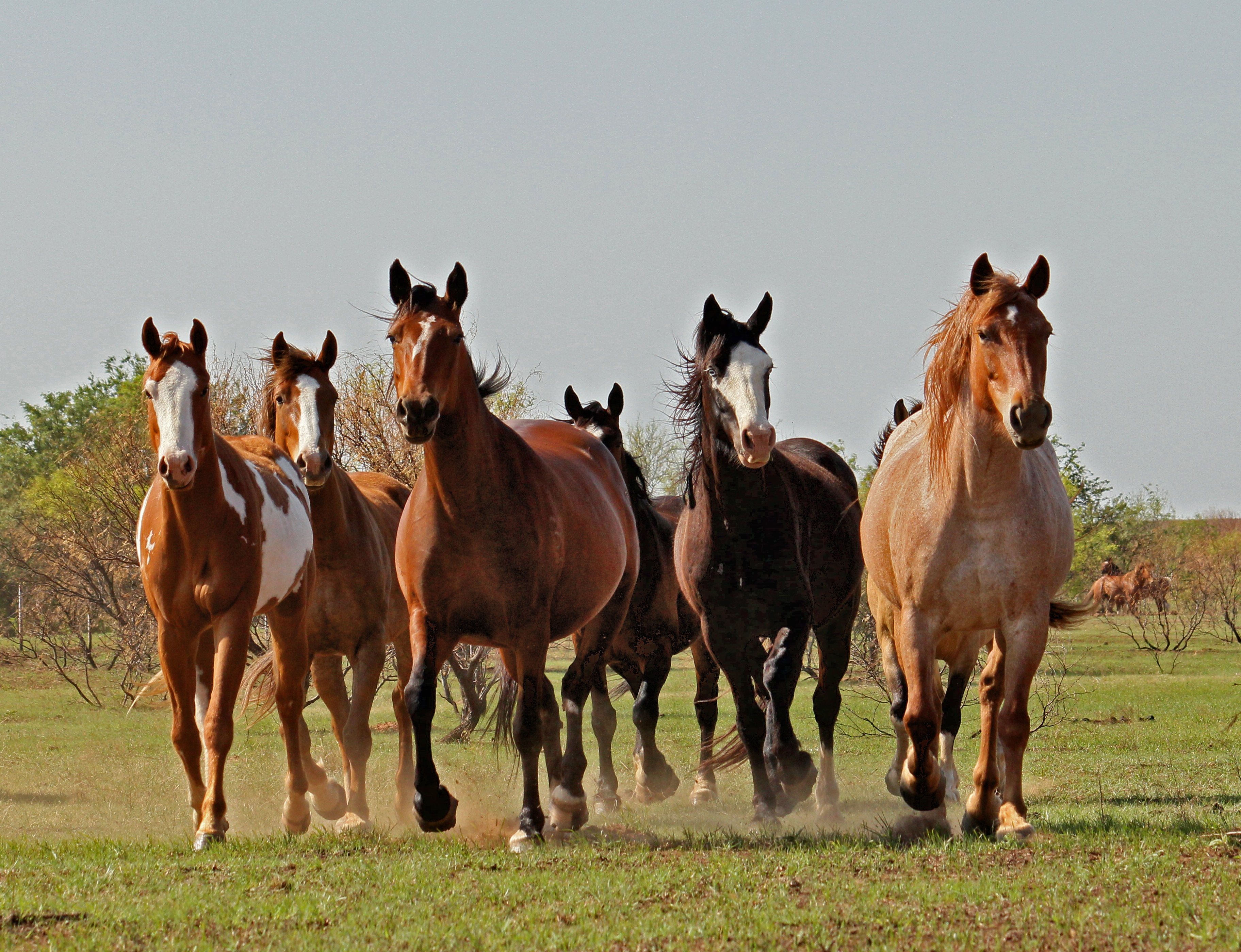
Những nghiên cứu chỉ ra rằng những cá thể thể ngựa là có tính nết khác nhau dù chúng ở trong bầy và chạy cùng nhau

Các nhà nghiên cứu đã thu thập dữ liệu trên 1.223 con ngựa thuộc sáu dòng khác nhau: ngựa kéo Ai-len, ngựa nòi thuần chủng, ngựa nhỏ Shetlan, ngựa Ả-rập, ngựa Cao nguyên, ngựa nhỏ xứ Wales, ngựa quarter Mỹ và loài ngựa Appaloosa. Những người chủ ngựa, thành viên của các nhóm chuyên phối giống ngựa và những cá nhân khác đã cung cấp dữ liệu bằng cách điền vào một bản câu hỏi chi tiết về tính cách loài ngựa.
Phân tích dữ liệu tiết lộ rằng ngựa nòi thuần chủng, ngựa nhỏ xứ Wales và ngựa Ả-rập có xu hướng hay lo lắng và dễ bị kích động, trong khi ngựa kéo Ai-len và ngựa nhỏ Cao nguyên thường có tính khí dễ chịu hơn. Tương tự, loài ngựa Ả-rập và ngựa nòi thuần chủng nhìn chung thân thiện và tò mò còn ngựa quarter Mỹ trầm tính hơn. Còn về các dòng chó, sự chọn lọc của con người ảnh hưởng nhiều đến các đặc điểm này, cho thấy động vật cũng có những tính cách nhất định mang tính bẩm sinh và khi mẹ chúng sinh ra đã có các tính nết khác nhau cho dùn trong cùng một lứa đẻ.

### Trên côn trùng
Một số côn trùng nhất định có những đặc tính riêng của chúng, ví dụ loài côn trùng hình thân cây ở New Guinea. Những con đực khá hung hăng. Chúng sẽ giương những cặp chân có mấu nhọn vào người bạn nhưng con cái thì lại mềm mỏng hơn, sẽ có nhiều trường hợp về cá tính trong thế giới côn trùng, điều thường xảy ra chung quanh hành vi nhóm, nhưng ông phải thừa nhận rằng mình đã chứng kiến những trường hợp ngoại lệ. Vì một lý do nào đó, con cái này rất sở hữu những thiết bị kiểm tra và thức ăn của nó.
Nó dường như rất ngạc nhiên trước những thiết bị công nghệ cao của những người thí nghiệm vì nếu lấy những thứ này hoặc cá ra khỏi chỗ nó, nó sẽ trở nên lo lắng. Những con rùa khác không cư xử như thế. Một số loài hải sư có vẻ như rất có sức thu hút, phần lớn là nhờ vào ngôn ngữ cơ thể. Một số con nhỏ hơn chỉ cần giữ tư thế thẳng hết sức tự tin để chúng trông có vẻ to lớn và rắn chắc. Chúng dường như cảm thấy an toàn cho bản thân hơn đồng loại và chỉ huy một cách trầm lặng chứ không tỏ ra độc đoán.

### Trên chuột
Nhiều người cho rằng, loài chuột vốn nổi tiếng háu ăn và xấu tính. Chuột không biết cách hợp tác cùng đồng đội hay thiết lập một xã hội chung mà chỉ biết chạy toán loạn, sục sạo khắp thùng rác và khi kiếm được mồi ngon thì chỉ giữ khư khư cho riêng mình. Các nhà khoa học đã phát hiện ra một tính cách hoàn toàn trái ngược khi áp dụng phương pháp "tra tấn" tâm lý trên loài động vật này. Thí nghiệm được thực hiện với hai con chuột từng ở chung một lồng. Một con bị các nhà khoa học giam trong lồng kính, còn con chuột còn lại được thả tự do. Con chuột "tự do" bắt đầu cố gắng tìm mọi cách để giúp bạn thoát ra ngoài và thậm chí còn không đụng tới đồ ăn mà các nhà khoa học mang cho. Khi bạn mình được thả, nó đã chia cho bạn một phần thức ăn. Điều này cho thấy, chuột có một sự đồng cảm rất lớn với đồng loại của mình và sẵn sàng chia sẻ vì lợi ích chung.

### Các loài thú

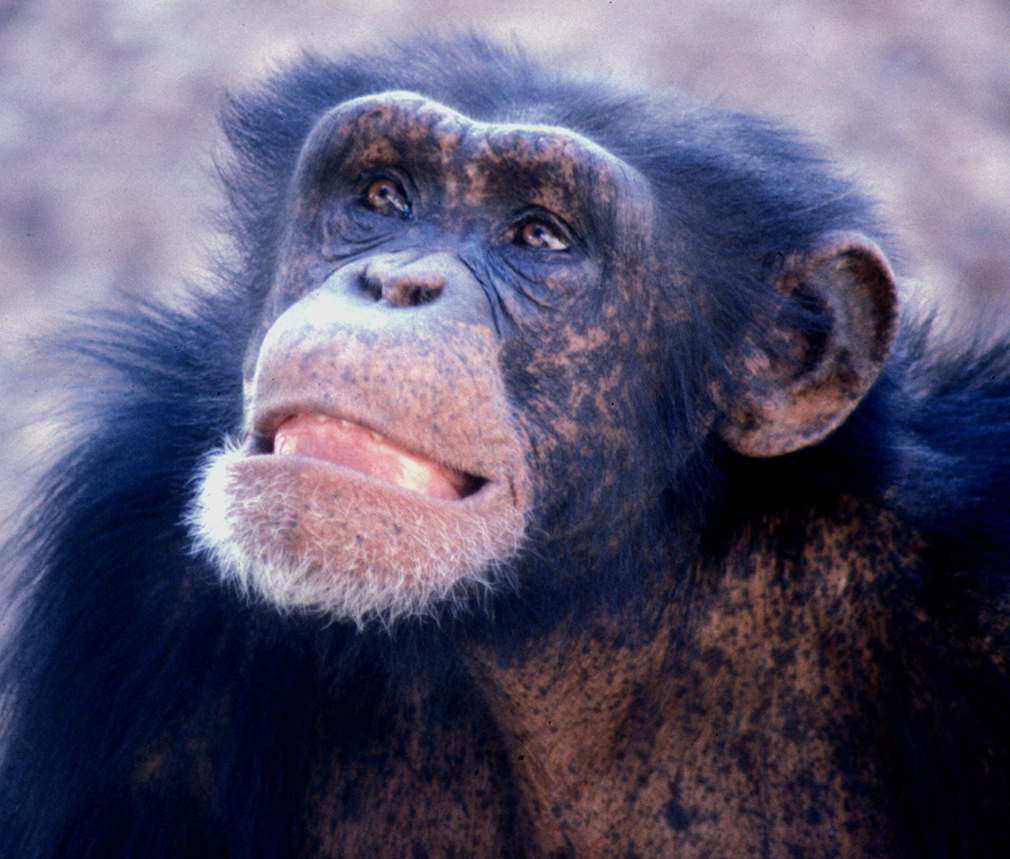
Tinh tinh là loài có cá tính ở mỗi cá thể

Các loài như tinh tinh, voi và sói thường bày tỏ niềm tiếc thương mỗi khi đồng loại ra đi. Chúng thường bị mất ngủ, trở mình liên tục mỗi đêm khuya và thậm chí còn cố tình tránh nơi mà bạn mình đã qua đời.cả bầy sói có cách thể hiện cảm xúc rất riêng. Mỗi khi một con sói trong bầy chết, chúng thường tru một mình chứ không theo bầy, đuôi và đầu của chúng sẽ cúi thấp xuống. Cả bầy cũng di chuyển chậm chạp hơn, không con nào còn muốn nô đùa.
Cả ba loài động vật có điểm chung là đều tìm nơi chôn cất cho đồng loại, riêng loài voi còn có nghi thức đưa tang riêng: chúng chạm vào xác của người bạn đã khuất như một lời tiễn biệt.tiếng kêu tần sóng siêu âm của chuột khi chơi đùa với nhau. Sau đó, họ đã thử cù những con chuột này và phát hiện ra, đó chính là tiếng cười của chúng. Điều này phần nào chứng minh được, loài chuột có khiếu hài hước.các nhà nghiên cứu đã theo dõi tinh tinh chơi "ú òa" với nhau và nhận ra rằng, động vật không chỉ biết cười mà còn biết cách khiến đối phương bật cười tạo sự thân thiện khi giao tiếp ở động vật.